# Argynnini
Tribu
Sous-tribus de rang inférieur
- Euptoietina
- Yrameina
- Boloriina
- Argynnina

Les Argynnini sont une tribu de lépidoptères (papillons) de la famille des Nymphalidae et de la sous-famille des Heliconiinae.
Ses représentants sont appelés Nacrés en français et fritillaries en anglais.

## Systématique et taxinomie
La tribu des Argynnini a été décrite par le naturaliste britannique William Swainson en 1833.
Le rang taxinomique de ce groupe a évolué au cours du temps : il a parfois été considéré comme une sous-tribu (Argynnina) de la tribu des Heliconiini, ou comme une sous-famille à part entière (Argynninae) au sein des Nymphalidae. 

## Liste des taxons de rang inférieur
La tribu des Argynnini comporte entre six et neuf genres en fonction des sources, pour une centaine d'espèces au total.
Une étude de phylogénétique publiée en 2006 a conduit à définir quatre sous-tribus :
- Sous-tribu Euptoietina Simonsen, 2006
  - Genre Euptoieta Doubleday, 1848
- Sous-tribu Yrameina Reuss, 1926
  - Genre Yramea Reuss, 1920
- Sous-tribu Boloriina Warren et al., 1946
  - Genre Boloria Moore, 1900
    - Sous-genre Boloria Moore, 1900
    - Sous-genre[3] Proclossiana Reuss, 1926
    - Sous-genre[3] Clossiana Reuss, 1920
- Sous-tribu Argynnina Warren et al., 1946
  - Genre Issoria Hübner, 1819
  - Genre Brenthis Hübner, 1819
  - Genre Argynnis Fabricius, 1807
  - Genre[4] Fabriciana Reuss, 1920
  - Genre[4] Speyeria Scudder, 1872

Par ailleurs, une étude publiée en 2008 suggère que le genre Pardopsis Trimen, 1887, traditionnellement placé dans la tribu des Acraeini, pourrait en fait appartenir aux Argynnini.

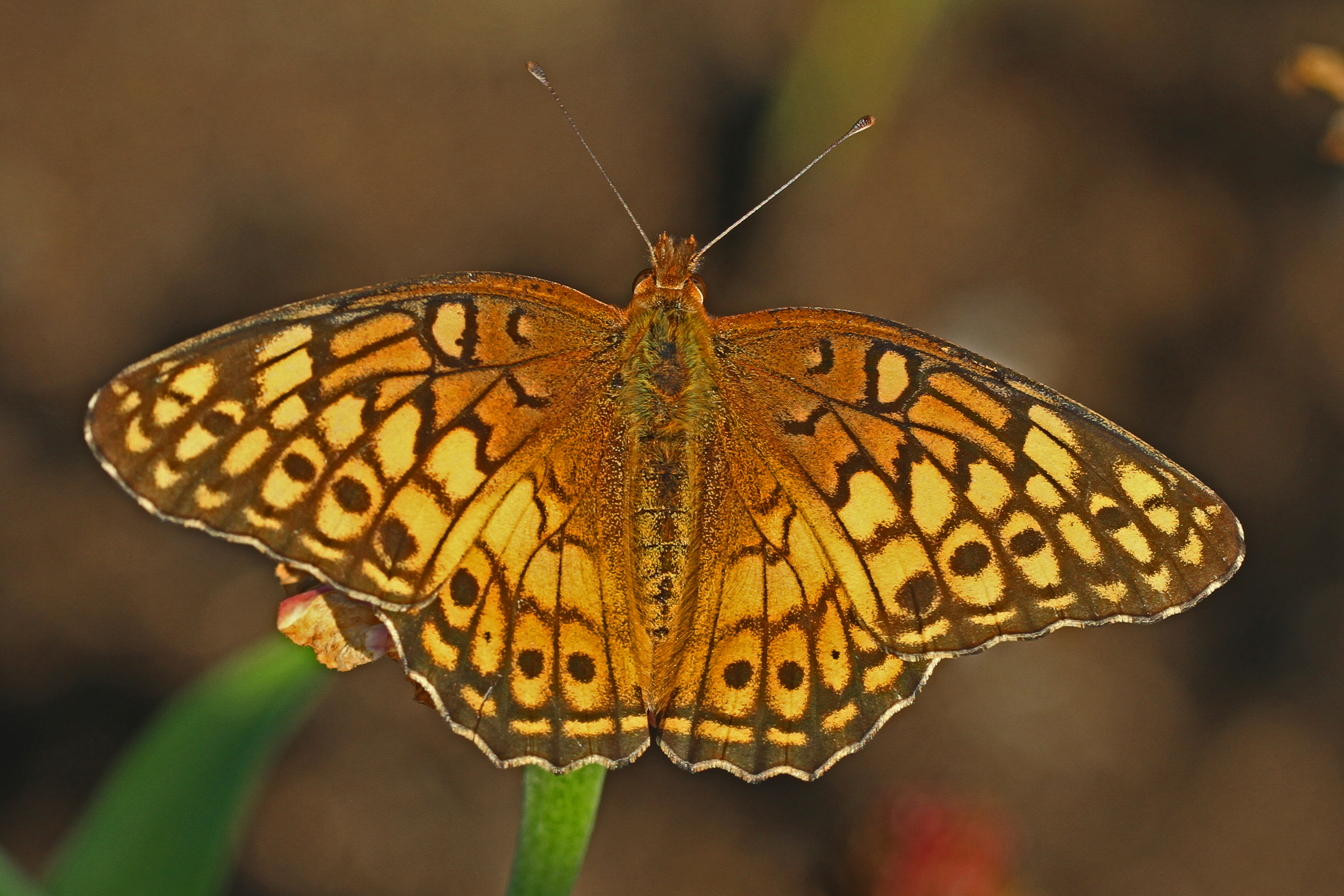
Euptoieta claudia
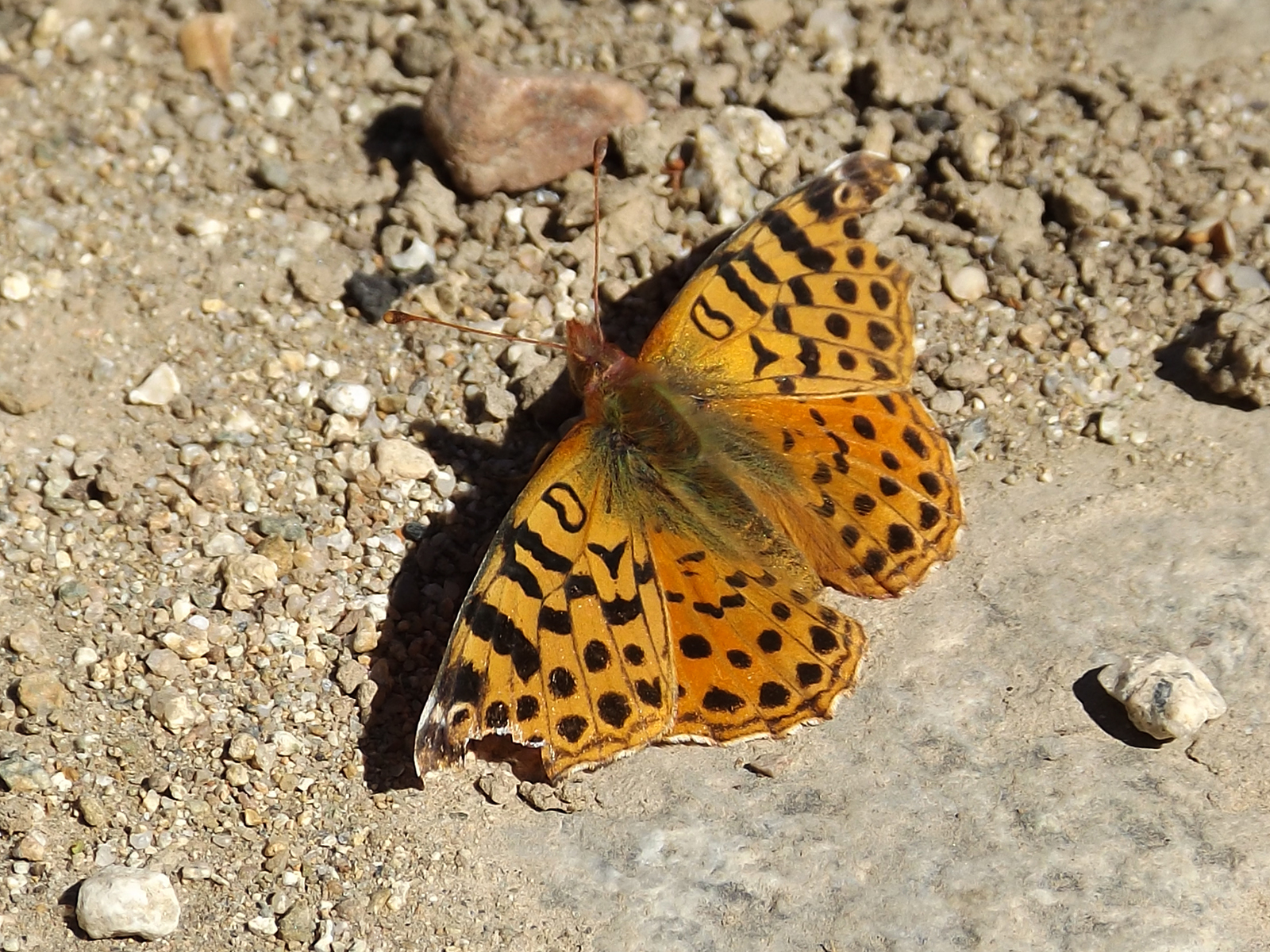
Yramea cytheris
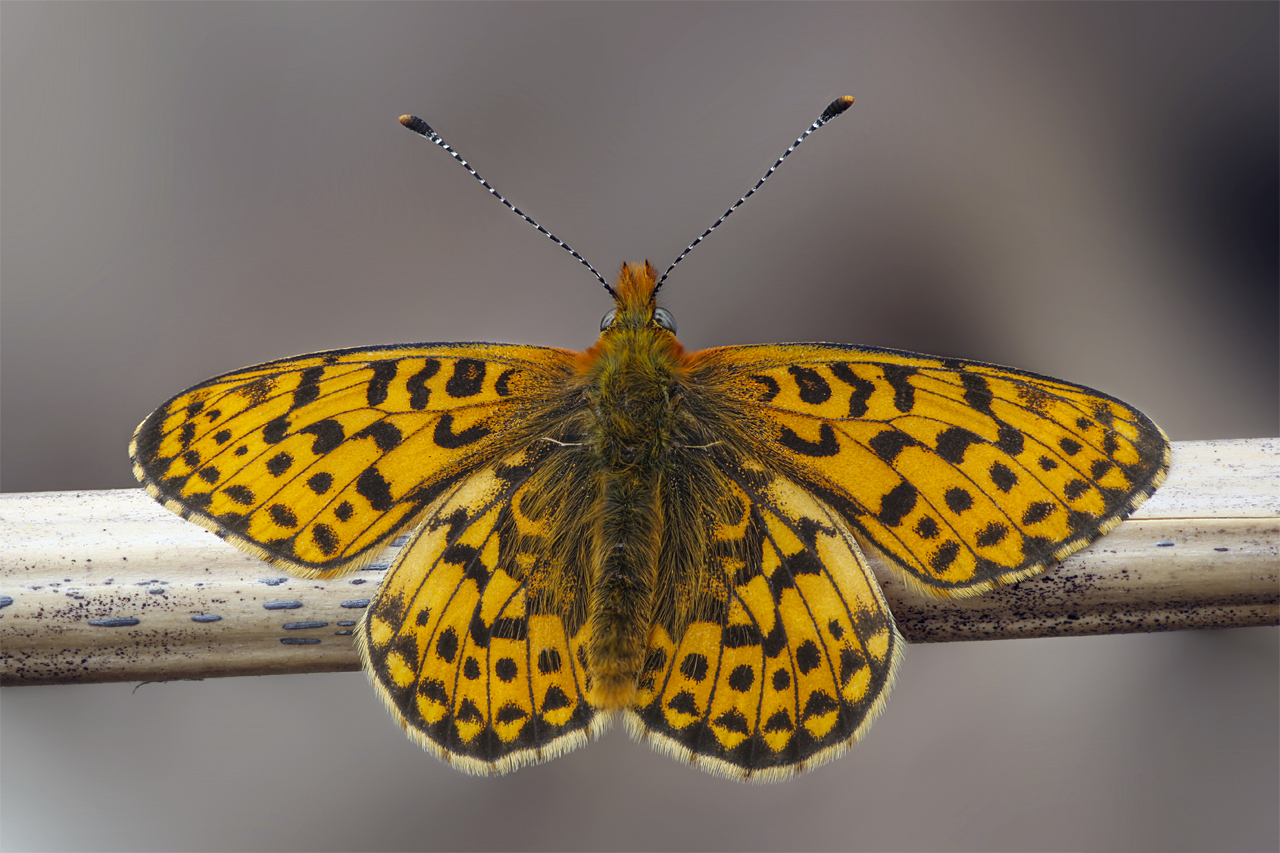
Boloria euphrosyne
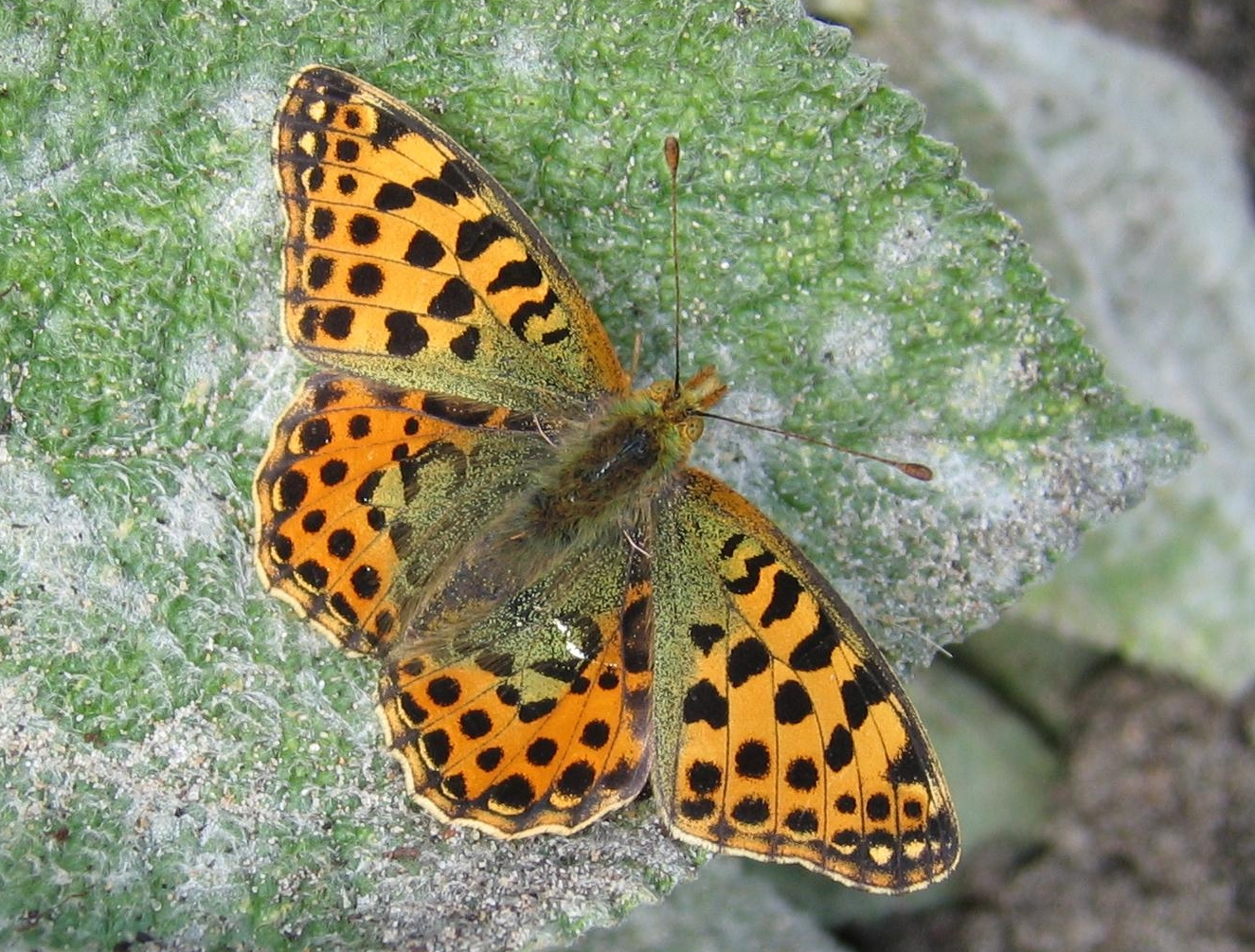
Issoria lathonia
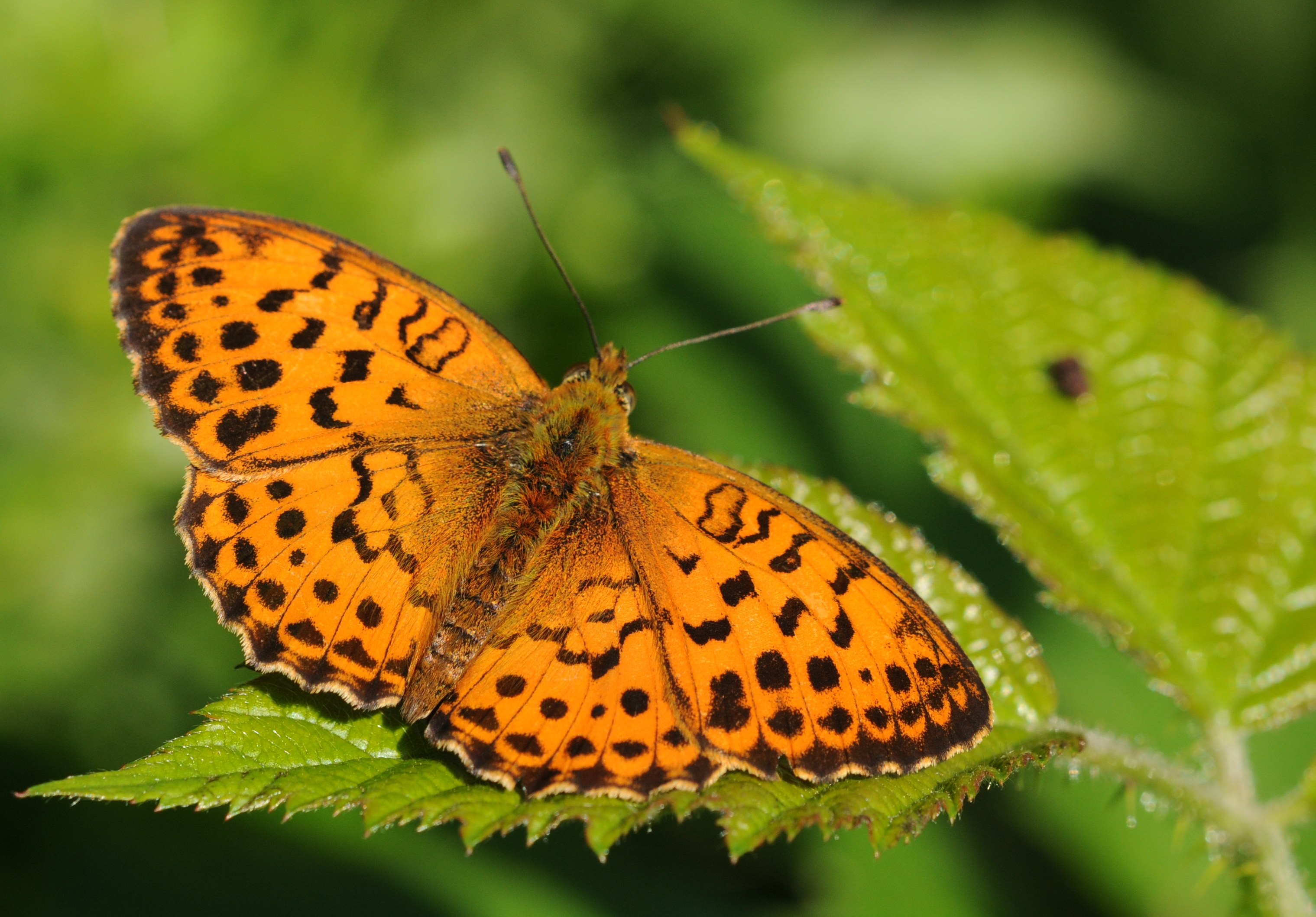
Brenthis daphne
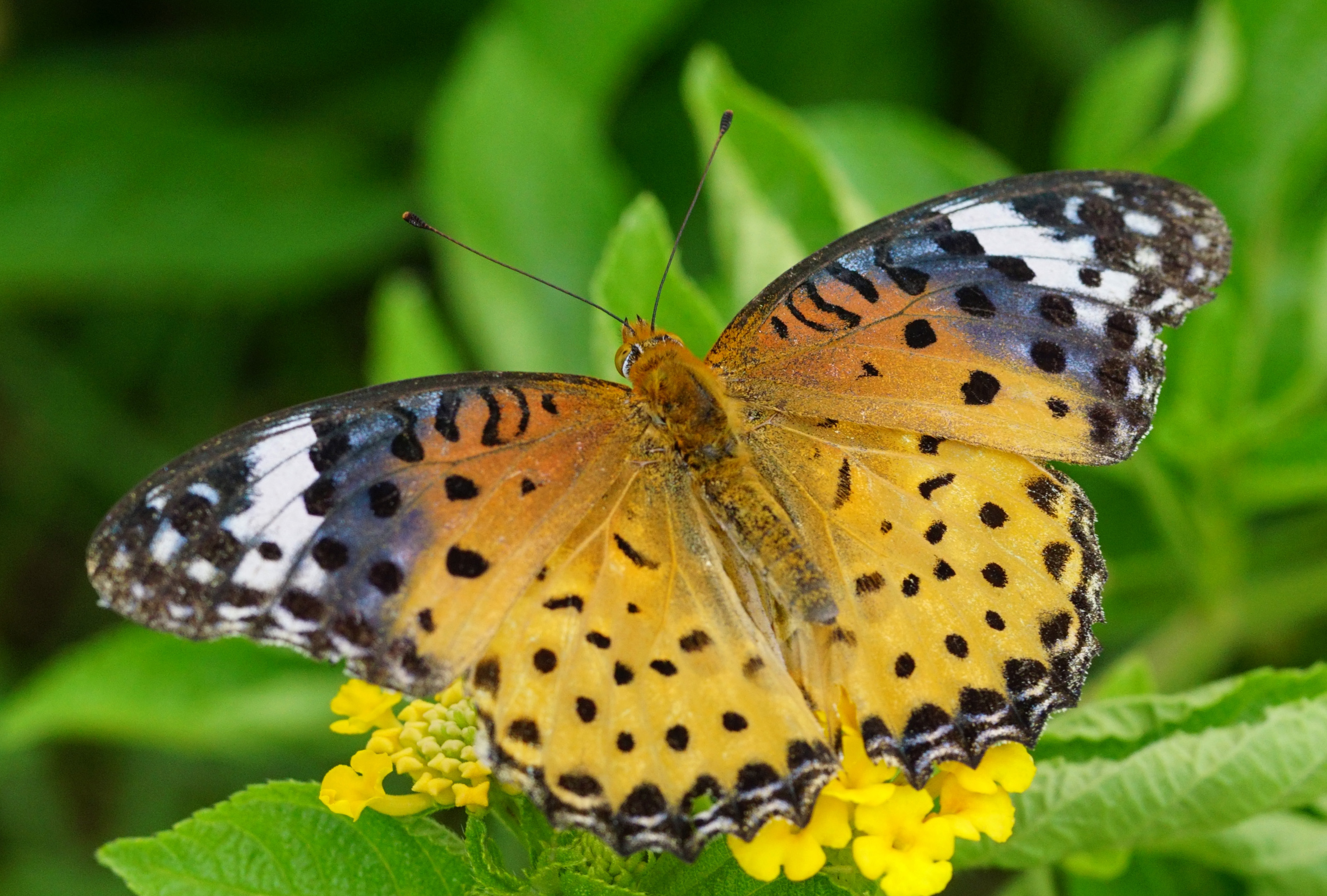
Argynnis hyperbius
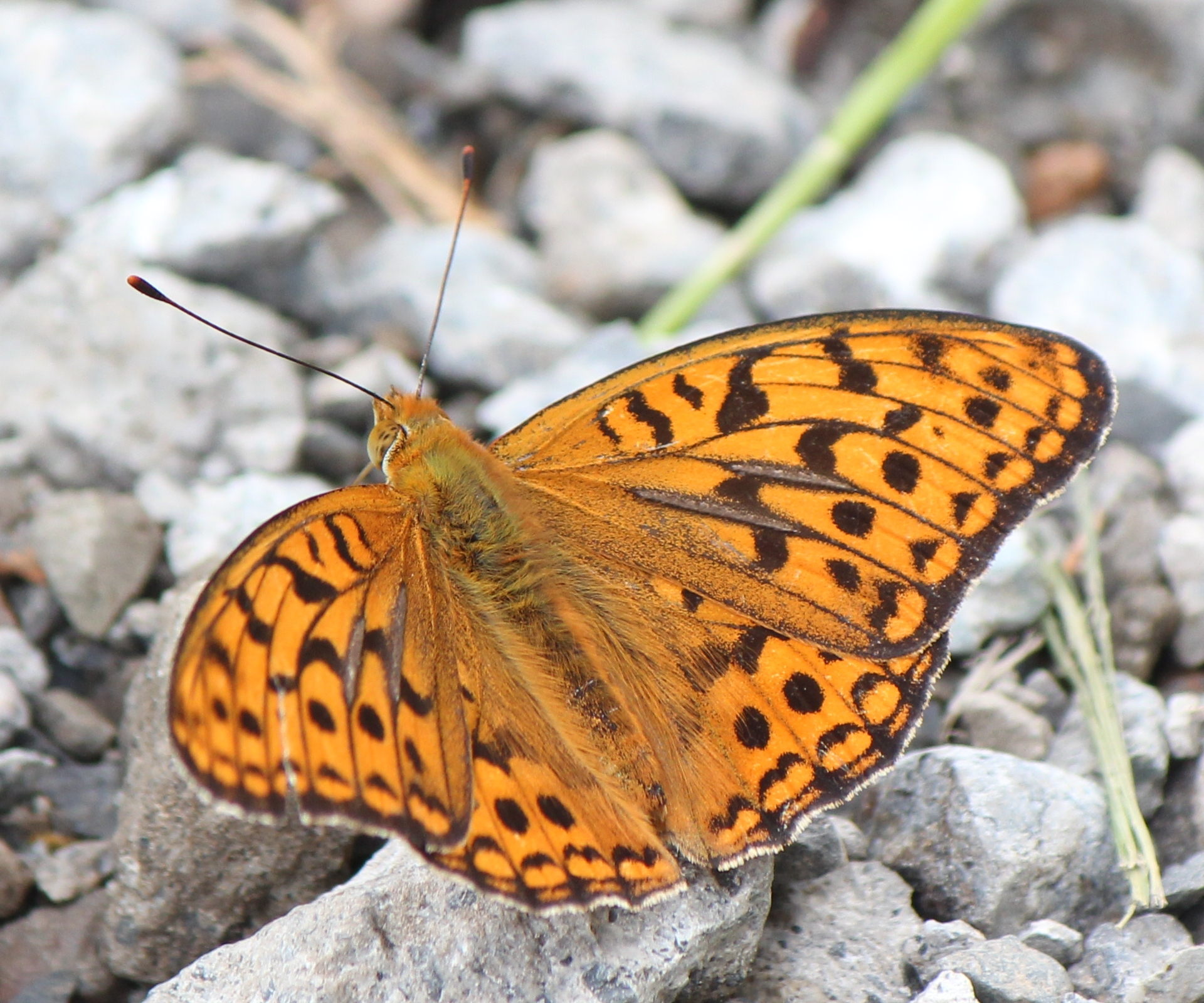
Fabriciana adippe
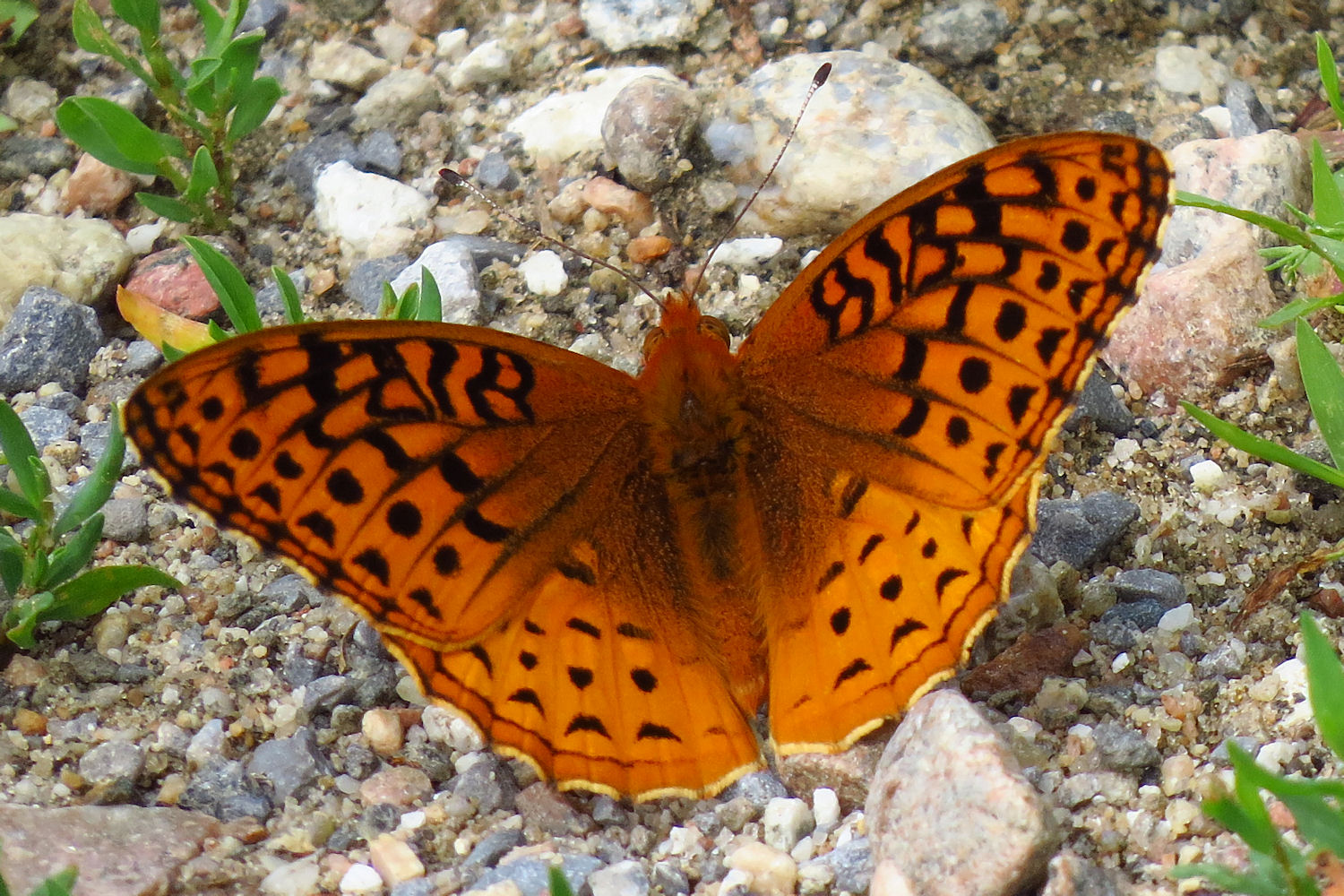
Speyeria cybele
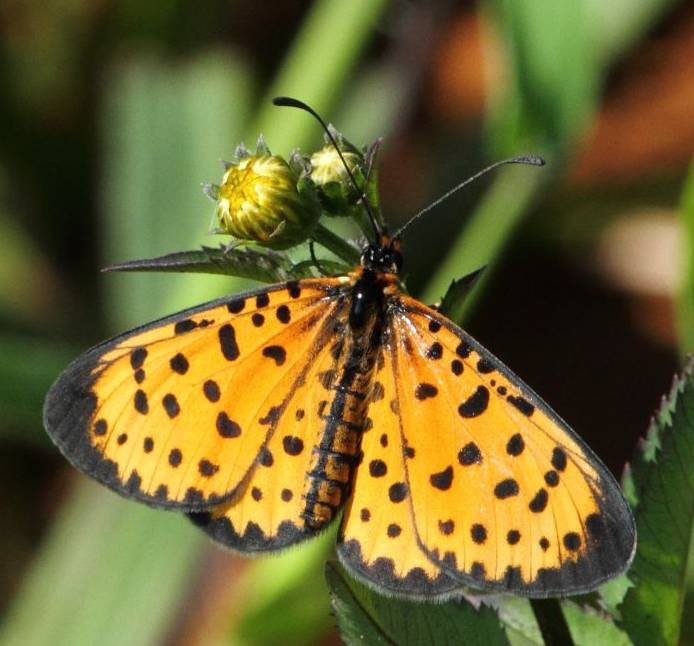
Pardopsis punctatissima